# Chishui
För andra betydelser, se Chishui (olika betydelser).
Chishui, tidigare stavat Chihshui, är en stad på häradsnivå som lyder under Zunyis stad på prefekturnivå i Guizhou-provinsen i sydvästra Kina.